# Rudolf Ceeh
Rudolf Ceeh (* 28. Dezember 1924 in Náchod; † 11. August 2004 in Klagenfurt) war ein österreichischer Politiker der Sozialistischen Partei Österreichs (SPÖ).

## Ausbildung und Beruf
Nach der Kriegsmatura an der Oberschule in Prag machte er an der Lehrerbildungsanstalt in Klagenfurt den Abiturientenkurs und die Matura für zweisprachige Volksschulen. Danach arbeitete er als Volksschul- und Hauptschullehrer, zuletzt als Hauptschuldirektor.

## Politische Funktionen
- ab 1949: Verschiedene Funktionen in der SPÖ

Er war auch
- Bezirksobmann und Mitglied der Bundesleitung der Sozialistischen Lehrervereinigung Österreichs (SLÖ)
- Obmann der SPÖ Völkermarkt
- Vorstandsmitglied und Schriftführer der SPÖ-Bezirksorganisation Völkermarkt

## Politische Mandate
- 19. März 1975 bis 29. Oktober 1984: Mitglied des Bundesrates (XIII., XIV., XV.  und XVI. Gesetzgebungsperiode), SPÖ